# Satoshi (Pokémon)
Satoshi (サトシ), còn được biết đến với cái tên Ash Ketchum trong phiên bản tiếng Anh, là một nhân vật hư cấu trong Pokémon thuộc sở hữu của Nintendo. Satoshi từng là nhân vật chính của anime Pokémon và một số bộ manga nhất định cũng như trong các mặt hàng khác nhau liên quan đến nhượng quyền thương mại. Trong tiếng Nhật, nhân vật này được lồng tiếng bởi Rica Matsumoto. Trong bản tiếng Anh, nhân vật được Veronica Taylor lồng tiếng từ năm 1998 đến 2006. Kể từ mùa thứ chín của bộ anime, nhân vật được Sarah Natochenny lồng tiếng. Ở Việt Nam, Nhân vật này được lồng tiếng Việt bởi Đặng Hoàng Khuyết.
Tên tiếng Anh của nhân vật bắt nguồn từ tên tiếng Nhật (vì các chữ cái 'Ash' được bao gồm trong 'Satoshi') và phương châm tiếng Anh của anh, "Gotta Catch 'Em All". Ước mơ của Satoshi là trở thành Pokémon Master (tiếng Việt gọi là Bậc Thầy Pokémon Vĩ Đại Nhất Thế giới). Nhân vật dựa vào Red, nhân vật người chơi trong các trò chơi Thế hệ I Pokémon Red, Green, Blue và Yellow cũng như các trò chơi Thế hệ III phiên bản Pokémon FireRed và LeafGreen. Sự xuất hiện chính thức đầu tiên của nhân vật trong một trò chơi là trong Pokémon Puzzle League.
Từng là nhân vật chính của anime Pokémon, Satoshi đã xuất hiện trong các tập của anime từ mùa 1 đến mùa 25, tất cả các bộ phim và một số phim truyền hình đặc biệt.
Do sự nổi tiếng, thành công và sự lâu đời của bộ anime Pokémon trên toàn thế giới kể từ khi ra mắt, Satoshi đã trở thành một trong những nhân vật hoạt hình nổi tiếng và dễ nhận biết nhất mọi thời đại (do địa vị của cậu từng là nhân vật chính của anime Pokémon), mặc dù thường bị lu mờ trong đại diện bởi linh vật nhượng quyền thương hiệu gần như toàn cầu, Pikachu. Hiện tại cậu bé được coi là một nhân vật tiêu biểu của làn sóng anime vào cuối những năm 90; được hầu hết người hâm mộ anime tin tưởng là đã phổ biến anime ở Phương tây, bên cạnh những tác phẩm như Goku của Dragon Ball Z và Sailor Moon. Cậu bé cũng được coi là một nhân vật biểu tượng anime lớn cho Văn hóa đại chúng Nhật Bản tại Hoa Kỳ. Mặc dù vậy, nhân vật đã bị chỉ trích phần lớn vì bị mắc kẹt trong 'dòng thời gian trôi nổi', cũng như vì không thể giành được chiến thắng lớn bất kỳ giải đấu Pokémon lớn nào cho đến mùa thứ 7 của anime, mùa mà cậu đã là nhà vô địch của Liên Minh Alola.
Tuổi thọ và sự bền bỉ của Satoshi cũng đã được đón nhận tích cực, vì họ cho rằng không bao giờ là quá muộn để đạt được ước mơ.
Trang phục của Satoshi qua anime, đặc biệt là nón và hình trên nón khác nhau của mình, cũng được coi là giống như mang tính biểu tượng của nhân vật, và cũng có tiếp nhận tốt, nói riêng, trang phục đầu tiên của mình từ Mùa đầu tiên của phim Pokémon (Original Series).

## Khái niệm và sáng tạo nhân vật
Được đặt theo tên của người sáng tạo nhân vật Tajiri Satoshi, Satoshi, tên có thể được hiểu là "trí tuệ" hoặc "lý trí", được thiết kế bởi Ken Sugimori và Atsuko Nishida, và có ý định đại diện cho Tajiri khi còn nhỏ, bị ám ảnh với bắt bọ. Trong quá trình bản địa hóa cho phù hợp với khán giả Bắc Mỹ, tên của nhân vật đã được đổi  thành "Ash Ketchum", tên đầu tiên được lấy từ một trong những tên mặc định có thể người chơi có thể chọn cho nhân vật người chơi trong Pokémon Red and Blue, và họ buộc vào khẩu hiệu cũ (và kể từ Pokémon XY đã hồi sinh) cho sê-ri,"Gotta catch 'em all!" (Tạm dịch Tiếng Việt: "Phải bắt hết chúng!").
Tajiri lưu ý trong một cuộc phỏng vấn rằng giữa phản ứng của Nhật Bản và Hoa Kỳ đối với bộ truyện, người tiêu dùng Nhật Bản tập trung vào nhân vật Pikachu, trong khi Hoa Kỳ mua nhiều vật phẩm có Satoshi và Pikachu, Pokémon của anh ta cùng nhau. Ông tuyên bố rằng ông cảm thấy nhân vật đại diện cho khái niệm nhượng quyền, khía cạnh con người và là một điều cần thiết. Nhân vật được trao cho một đối thủ tên là Gary Oak (Shigeru Okido trong phiên bản tiếng Nhật, sau thần tượng / cố vấn của Tajiri, huyền thoại Nintendo Shigeru Miyamoto), dựa trên đối thủ của Red Blue. Trong một cuộc phỏng vấn, Tajiri lưu ý sự tương phản giữa mối quan hệ của các nhân vật trong game và anime; trong khi trong các trò chơi, họ là đối thủ, trong anime, Shigeru đại diện cho chủ nhân của Satoshi. Khi được hỏi liệu Satoshi sẽ bằng hoặc vượt qua Shigeru, Tajiri trả lời "Không! Không bao giờ!"  Thiết kế nhân vật của Satoshi ban đầu được giám sát bởi Sayuri Ichishi, được thay thế bởi Toshiya Yamada trong phần Diamond and Pearl. Ash nhận được thiết kế lại trong phần Best Wishes!, bao gồm tròng đen lớn hơn. Trong phần phim XY, anh đã nhận được những thay đổi nhỏ, chẳng hạn như giảm kích thước của 'vết bớt' trên má. Satoshi đã nhận được một cuộc đại tu thiết kế lớn từ phần Sun and Moon, bắt đầu phát sóng tại Nhật Bản vào ngày 17 tháng 11 năm 2016.

### Diễn xuất bằng giọng nói
Ở Nhật Bản, trên khắp các phương tiện truyền thông anime, Rica Matsumoto luôn cung cấp giọng nói gốc của Satoshi. Để lồng tiếng Anh, Veronica Taylor đã cung cấp tiếng nói của Satoshi trong tám phần đầu tiên của phiên bản tiếng Anh của anime Pokémon, được lồng tiếng bởi 4Kids Entertainment. Tại thời điểm thử giọng, Taylor tuyên bố rằng nhân vật này tạm thời được đặt tên là Casey, đây là tên sau đó được đặt cho một nhân vật định kỳ trong Johto. Sau khi kịch bản được dịch từ tiếng Nhật, các câu thoại đã được điều chỉnh để phù hợp với chuyển động của miệng nhân vật (được gọi là vạt môi). Tất cả các giọng nói đã được ghi riêng, vì vậy Taylor là người duy nhất trong phòng thu khi cô ghi lại lời thoại của mình, mất khoảng sáu đến tám giờ mỗi tập. Taylor thường là người đầu tiên ghi lại, vì vậy cô phải "tưởng tượng trước sẽ được nói như thế nào". "May mắn thay, tôi làm việc với một đạo diễn tuyệt vời, người giúp giải thích lời thoại, khớp với vạt môi và sự nhất quán của giọng nói". Taylor thích lồng tiếng cho Satoshi vì "giọng nói khàn khàn" và "năng lượng và sự phấn khích".
Taylor nhận xét rằng Satoshi và các nhân vật khác "nới lỏng" sau mười tập đầu tiên của anime; cô tin rằng các nhà văn đã thoải mái hơn và không còn cảm thấy áp lực khi đảm bảo mọi thứ được thực hiện chính xác. Taylor nhận xét: "Tôi thích lồng tiếng cho Ash nhiều hơn lúc ban đầu vì tôi có thể vui vẻ với cậu bé nhiều hơn, và chúng tôi biết cậu bé và có thể tìm ra cách cậu bé thực sự phản ứng. Chúng tôi có những phản ứng kinh điển của Satoshi và những thứ tương tự." [12] Sarah Natochenny thay thế Taylor từ phần chín khi The Pokémon Company International (lúc bấy giờ là Pokémon USA) tiếp quản bản quyền của bộ Anime, khiến một sự thay đổi trong nhân sự phòng thu âm.
| Ngôn ngữ          | Tên gọi trong các ngôn ngữ tương ứng | Diễn viên lồng tiếng      | Ghi chú                   | Chú thích |
| ----------------- | ------------------------------------ | ------------------------- | ------------------------- | --------- |
| Tiếng Nhật        | サトシ Satoshi                       | Rika Matsumoto            |                           | [ 15 ]    |
| Tiếng Anh         | Ash Ketchum                          | Veronica Taylor           | Mùa 1-8                   | [ 15 ]    |
| Tiếng Anh         | Ash Ketchum                          | Kayzie Rogers             | Mùa 9 thử/thử giọng       | [ 16 ]    |
| Tiếng Anh         | Ash Ketchum                          | Sarah Natochenny          | Mùa 9-nay                 | [ 15 ]    |
| Tiếng Hà Lan      | Ash Ketchum                          | Christa Lips              |                           | [ 15 ]    |
| Tiếng Pháp        | Ash Ketchum                          | Sébastien Reding          | Tiếng Pháp Canada         | [ 15 ]    |
| Tiếng Pháp        | Sacha Ketchum                        | Aurélien Ringelheim       | Tiếng Pháp Châu Âu        | [ 15 ]    |
| Tiếng Đức         | Ash Ketchum                          | Caroline Combrinck        | Mùa 1-3; 11-13            | [ 15 ]    |
| Tiếng Đức         | Ash Ketchum                          | Veronika Neugebauer       | Mùa 4-11                  | [ 15 ]    |
| Tiếng Do Thái     | יהונתן מגון/דניאל מגון Ash Ketchum   | Daniel Magon              | Mùa 4-13                  | [ 15 ]    |
| Tiếng Do Thái     | יהונתן מגון/דניאל מגון Ash Ketchum   | Yehonatan Magon           | Mùa 1-3                   | [ 15 ]    |
| Tiếng Hungary     | Ash Ketchum                          | Csongor Szalay            |                           | [ 15 ]    |
| Tiếng Ý           | Ash Ketchum                          | Davide Garbolino          |                           | [ 15 ]    |
| Tiếng Bồ Đào Nha  | Ash Ketchum                          | Fábio Lucindo             |                           | [ 15 ]    |
| Tiếng Tây Ban Nha | Ash Ketchum                          | Adolfo Moreno             | Tiếng Tây Ban Nha Châu Âu | [ 15 ]    |
| Tiếng Tây Ban Nha | Ash Ketchum                          | Rafael Alonso Naranjo Jr. | Tiếng Tây Ban Nha Châu Âu | [ 15 ]    |
| Tiếng Tây Ban Nha | Ash Ketchum                          | Gabriel Ramos             | Tiếng Tây Ban Nha Châu Mỹ | [ 15 ]    |
| Tiếng Thụy Điển   | Ash Ketchum                          | Dick Eriksson             |                           | [ 15 ]    |
| Tiếng Việt        | Satoshi Ash Ketchum                  | Đặng Hoàng Khuyết         |                           |           |

## Sự xuất hiện

### Tronghoạt hình Pokémon

#### Trước cuộc hành trình
Trong tập 922 thuộc phần phim Pokémon: XY  (Theo bản quốc tế thuộc về mùa thứ mười chín (Pokémon The Series: XYZ)), 'See the Forest for the Tree!, (Tiếng Việt: "Lạc lối trong rừng rậm… Tiến hóa lúc bình minh!"), tập phim đã kể câu chuyện có thật của Satoshi về lí do cậu yêu Pokémon, khi Satoshi còn là một cậu bé, cậu đã đi thực địa. Tuy nhiên khi đi thì cậu đã gặp mưa, cậu bị tách khỏi nhóm của mình, trú ẩn trong một gốc cây. Cùng thời điểm đó thì cậu thấy một nhóm các Pokémon đang tìm nơi tránh mưa trong cơn mưa. Vì thế, cậu đã mời họ vào trong cây và Pokémon giữ cho cậu an toàn và ấm áp. Trải nghiệm này là điều đã truyền cảm hứng cho Satoshi trở thành một huấn luyện viên Pokémon.
Trong tập 808 thuộc phần phim Pokémon: XY (Theo bản quốc tế thuộc về mùa thứ 17 (Pokémon the Series: XY)) 'Giving Chase at the Rhyhorn Race!,'(Tiếng Việt: "Hãy tin tưởng Serena!? Cuộc đua Saihorn kỳ thú!") Cũng tiết lộ rằng vào một thời điểm nào đó trong thời thơ ấu của mình, Satoshi đã tham dự một trại hè Pokémon, nơi cậu đã gặp người bạn thời thơ ấu Serena. Tại một thời điểm trong trại, Serena đã bị đau đầu gối do ngã sau khi bị Poliwag giật mình. Satoshi đã dùng chiếc khăn tay của mình để băng vết thương mà cô đã giữ và trả lại cho Satoshi trong tập này.

#### Bắt đầu cuộc hành trình

##### Kanto
Loạt phim bắt đầu từ sinh nhật lần thứ mười của Satoshi, theo quy định đăng ký Nhà Huấn Luyện Pokémon cho phép cậu trở thành một Nhà Huấn Luyện Pokémon chính thức và được có một Pokémon khởi đầu. Là một đứa trẻ mười tuổi đến từ Thị Trấn Masara ở vùng Kanto, Satoshi được đề nghị lựa chọn giữa ba Pokémon là người bắt đầu của anh: Fushigidane, Hitokage hoặc Zenigame. Trong khi anh định chọn Fushigidane, cậu đã nhận được Pokémon Pikachu hệ điện từ Giáo sư Okido, vì cậu thức dậy muộn và tất cả các Pokémon khởi đầu khác đã bị các Nhà Huấn Luyện khác đến đúng giờ bắt. Sau khi nhận được Pikachu và một Pokédex, Satoshi rời Thị Trấn Masara để bắt đầu hành trình của mình. Kể từ đó, Satoshi đã đi khắp thế giới Pokémon, tham gia nhiều thử thách và bắt những Pokémon mới hơn. Anh đã gặp nhiều bạn đồng hành, như Kasumi và Takeshi.
Xuyên suốt bộ truyện, kẻ thù chính của Satoshi là một tổ chức tội phạm có tên là Băng Hỏa Tiễn, gồm 3 thành viên hài hước và vung về, Musashi và Kojiro, và Nyasu có khả năng biết nói chuyện. Kể từ khi bị Pikachu của Satoshi bị thương trong tập phim thứ hai, "Pokémon khẩn cấp!", ba người họ đã không bao giờ ngừng đuổi theo nhóm Satoshi để đánh cắp Pikachu của cậu, duy trì sự ảo tưởng rằng Pikachu có sức mạnh bất thường và bắt nó cho Ngài Sakaki, đầu sỏ của Đội. Là nhân vật phản diện hài hước kéo dài của bộ truyện, bộ ba Đội Hỏa Tiễn thỉnh thoảng có dấu hiệu tốt, chẳng hạn như chăm sóc và tình bạn với Pokémon của họ với nhau, thỉnh thoảng họ đặt sự khác biệt của mình sang một bên và cùng Satoshi chống lại một mối đe dọa chung, chẳng hạn như trong Pokémon: The Movie 2000, nơi họ hỗ trợ Satoshi lấy lại ba báu vật để cứu thế giới.
Trong những chuyến đi của mình, Satoshi vẫn có nhiều điều để học làm Nhà huấn luyện. Cậu bắt Pokémon của mình bằng cách kết bạn với chúng, hoàn toàn không biết gì về trận chiến, và nhiều huy hiệu Nhà Thi Đấu của cậu đã kiếm được khá nhiều tranh cãi về cánh nhận được. Trên thực tế, những chiến thắng hợp pháp duy nhất đã vượt qua Trung úy Surge, Koga và Blaine, trong khi những người khác kiếm được nhờ sự thuận tiện về kỹ thuật hoặc được trao cho cậu vì lòng biết ơn. Satoshi cũng thể hiện tình yêu sâu sắc với Pokémon trong series, bảo vệ Pokémon hoang dã hoặc của chính mình khỏi bị thương hoặc cố gắng giúp đỡ chúng, mặc dù bản thân bị tổn thương đáng kể. Cậu mài giũa kỹ năng của mình như một Nhà huấn luyện Pokémon và có thể nhận được tất cả 8 huy hiệu, cho phép cậu cạnh tranh trong Giải Liên Minh Kanto. Satoshi đã có thể lọt vào vòng 5 và đạt được Top 16 - một vòng xa hơn đối thủ cạnh tranh Shigeru Okido, người đã hoàn thành trong Top 32. Tuy nhiên, do thiếu kinh nghiệm trong việc xử lý Pokémon mạnh hơn của mình, Satoshi đã bị loại khỏi cuộc thi Giải Liên Minh Pokémon đầu tiên của cậu một cách rất khó hiểu, điều đó làm cậu thất vọng rất nhiều nhưng cậu đã vượt qua nó và thề sẽ không mắc lại sai lầm trong một giải đấu nữa.
Satoshi đi đến Quần đảo Orange cùng với Kasumi và Kenji, một người theo dõi Pokémon, có được tất cả 4 huy hiệu và thi đấu tại Giải Liên Minh Orange để chiến đấu với Genji, Nhà vô địch Giải Liên Minh Orange'. Satoshi đã có thể giành chiến thắng trong trận chiến với Genji, mang lại cho cậu chức vô địch đầu tiên với tư cách là một Nhà huấn luyện Pokémon. Giải Liên Minh Pokémon đặc biệt này chỉ tồn tại trong loạt phim hoạt hình, và không được chuyển thể từ loạt trò chơi video.

##### Johto
Sau khi về lại thị trấn Masara, cậu lại đi tiếp đến vùng Johto cùng với Takeshi và Kasumi, hy vọng được gặp Shigeru Okido và cuối cùng đánh bại cậu trong Giải Liên Minh Johto. Cậu đã giành được 8 huy hiệu và thi đấu trong Giải Liên Minh. Satoshi đã đánh bại Shigeru Okido một lần nữa, trong vòng 1 của Giải Liên Minh, và có thể lọt vào tứ kết, và giành được Top 8. Tuy nhiên, anh đã thua đối thủ mới là Hazuki ở vòng 2.

##### Hoenn
Satoshi sau đó tiếp tục và đi qua vùng Hoenn, cùng với Takeshi và hai nhân vật mới: Haruka, một điều phối viên Pokémon đầy tham vọng và em trai Masato của cô, và họ cùng nhau hạ gục các đội đối thủ Băng Magma và Băng Aqua. Cậu đã có thể nhận được tất cả 8 huy hiệu, và sau đó thi đấu trong Giải Liên Minh Hoenn. Satoshi đã đánh bại đối thủ mới đầu tiên là Masamune, ở vòng 2, cũng vào tứ kết và giành lại Top 8 một lần nữa. Tuy nhiên, anh đã thua trong vòng 3 trước đối thủ mới thứ 2 là Tetsuya.
Trải qua nhiều giải đấu và mạnh mẽ hơn rất nhiều, Satoshi quyết định thách đấu Kanto "Battle Frontier" và 7 bộ não (thủ lĩnh) của Giải. Satoshi đã đánh bại tất cả các bộ não và có được tất cả 7 biểu tượng Battle Frontier, trở thành "nhà vô địch Frontier mạnh mẽ" và đủ điều kiện để trở thành một Frontier Brain. Tuy nhiên, Satoshi, muốn tìm hiểu thêm về Pokémon và thậm chí còn mạnh hơn, quyết định tiếp tục cuộc hành trình của mình, không phải với tư cách là Frontier Brain, mà là một Nhà huấn luyện. Tuy nhiên, khi có được tất cả 7 biểu tượng, cậu đã ra đi với đặc quyền trở thành Frontier Brain nếu và khi nào cậu muốn trong tương lai.

##### Sinnoh
Satoshi, cùng với Takeshi, đến Sinnoh, kết bạn với một người bạn đồng hành mới, Hikari, và cũng tìm thấy một đối thủ mới tàn bạo là Shinji; và thông qua hành trình của họ, họ đã chạm trán và đánh bại Băng Galactic. Satoshi đã giành được tất cả 8 huy hiệu Nhà Thi Đấu ở Sinnoh và thi đấu trong hội nghị Sinnoh tại Lily of the Valley Island. Cuối cùng anh phải đối mặt với Shinji trong trận tứ kết của Giải Liên Minh Sinnoh và cuối cùng đã đánh bại anh, đánh dấu lần đầu tiên Satoshi lọt vào bán kết trong một giải đấu Pokémon. Tuy nhiên, sau đó, Satoshi đã được đối đầu với Takuto, một Nhà huấn luyện nổi tiếng càn quét cả tám Nhà Thi Đấu ở Sinnoh và tất cả các đối thủ khác chỉ với Pokémon Darkrai huyền thoại của anh ta. Satoshi cuối cùng đã bị Takuto đánh bại, nhưng không phải không đánh bại Darkrai, cũng như Latios của cậu, cũng là một Pokémon huyền thoại, mà Satoshi cũng đã đánh bại trong trận hòa với Pokémon cuối cùng của mình, khiến Satoshi trở thành Nhà huấn luyện nổi tiếng duy nhất đánh bại hai Pokémon huyền thoại của Takuto, thứ mà thậm chí không phải đối thủ của Takuto trong trận chung kết có thể đạt được. Satoshi kết thúc việc tham gia Giải Liên Minh Sinnoh với thứ hạng mới đầy ấn tượng. Anh tạm biệt Hikari ở Thị Trấn Futaba và chia tay với Takeshi lần cuối.

##### Isshu/Unova
Một lần nữa, Satoshi tiếp tục hành trình đến vùng Isshu (tên tiếng Anh: Unova), chỉ với Pikachu của mình. Tại đây, cậu đã gặp và đi du lịch với hai người bạn đồng hành mới: một nữ Nhà huấn luyện tên Iris và Nhà thẩm định Pokémon Dento, giống như Takeshi trước anh, là một nhà lãnh đạo Nhà Thi Đấu. Trong suốt hành trình ở Vùng Isshu, Satoshi đã gặp và cạnh tranh với nhiều đối thủ hơn trước, bao gồm Shooty, Bianca, Kenyan, Kotetsu và Virgil, hầu hết những người mà anh kết bạn. Không giống như các phần trước, Satoshi nổi tiếng thể hiện sự sụt giảm về kỹ năng và năng lực, và thay vào đó đã thoái lui trở lại với người mới bắt đầu, thể hiện ít kiến thức chuyên môn trước đây của anh ấy và học lại nhiều điều cơ bản của việc bắt Pokémon (mặc dù điều này có thể là do quá phấn khích khi tham gia một khu vực mới với Pokémon, và dần dần biến mất khi mùa giải tiếp diễn). Tuy nhiên, Satoshi vẫn giành được tất cả tám huy hiệu Nhà Thi Đấu ở Isshu và sau đó vào Giải Liên Minh Isshu, nơi anh đánh bại đối thủ kiêu ngạo của mình, Shooty, trong trận đấu đầu tiên, nhưng đã bị Kotetsu đánh bại ở tứ kết, một trận đấu thấp hơn trước Xếp hạng Giải Liên Minh Pokémon. Kotetsu sau đó bị đánh bại bởi Virgil, người đã giành chiến thắng trong giải đấu với đội tiến hóa Eevui của mình.
Cũng không giống như các phần trước, Satoshi đã chiến đấu chống lại một Băng Hỏa Tiễn độc ác hơn nhiều, cũng như Băng Ánh Lửa xấu xa. Sau nỗ lực mới nhất của anh để cạnh tranh trong Giải Liên Minh Isshu, Băng Hỏa Tiễn và các bạn cùng với Satoshi đã chống lại Băng Plasma âm mưu điều khiển Pokémon để xâm chiếm vùng Isshu, những người bạn của Satoshi đã cùng anh trở về Kanto, nơi họ chia tay nhau và tạm biệt nhau.

##### Kalos
Satoshi sau đó du hành tiếp đến vùng Kalos để thách đấu Giải Liên Minh Kalos, cũng như tìm hiểu thêm về Tiến Hóa Mega, một sự biến đổi có thể đưa một số Pokémon tiến hóa hoàn toàn thành một hình thức tạm thời mạnh mẽ hơn. Khi ở đó, anh bắt đầu đi du hành cùng anh chị em Shitoron và Yurika, cùng với Serena, người mà anh đã gặp trong một trại hè Pokémon ở Thị trấn Masara khi họ còn nhỏ. Họ đã gặp những đối thủ mới như Shota, Sana, Tierno, Trevor và Alan. Khi ở Kalos, Satoshi kết bạn và có được Pokémon mới, bao gồm Keromatsu, sau này phát triển thành Gekkouga mạnh mẽ. Mặc dù Satoshi chưa có Pokémon có thể tiến hóa lớn (ít nhất là không phải trong nhóm hiện tại của cậu), nhóm đã phát hiện ra rằng Gekkouga của cậu có khả năng "kết hợp", một sự biến đổi trong đó Satoshi và Gekkouga kết nối về mặt tinh thần và cơ thể của Gekkouga thay đổi thành có những dáng hành động giống như Satoshi. Giống như Tiến Hóa Mega, việc hợp thể chỉ là tạm thời và khiến Satoshi-Gekkouga (Ash-Greninja) mạnh hơn rất nhiều và có khả năng đánh bại các Pokémon tiến hóa khổng lồ. Hiện tại, không có Pokémon nào được biết đến tồn tại có khả năng này, và một số đối thủ rất quan tâm đến việc cạnh tranh với nó trong Giải Liên Minh Kalos với Pokémon phát triển khổng lồ của riêng họ.
Trái ngược hoàn toàn với các vùng như Isshu (ít nhất là trong các phần trước), Satoshi thể hiện sự trưởng thành và kỹ năng lớn hơn trong suốt mùa phim phần Kalos, thậm chí trở thành một người cố vấn cho những người bạn đồng hành của anh. Giống như trước đây, Satoshi kiếm được tất cả tám huy hiệu Nhà Thi Đấu đủ điều kiện để thi đấu tại Giải Liên Minh Kalos và với Pokémon mới nhất của mình, Satoshi đã đánh bại nhiều đối thủ và Pokémon tiến hóa khổng lồ của họ, tiến vào trận chung kết, phá vỡ thứ hạng cao nhất trước đó của cậu, nhưng đã bị đánh bại bởi Alan. Sau giải đấu, Satoshi và những người bạn của mình đã gặp Băng Ánh Lửa, tổ chức tà ác địa phương, đang dùng thí nghiệm của mình để chiếm lấy Kalos. Trong cuộc khủng hoảng ấy, Satoshi đã bị Băng Ánh Lửa bắt giữ cùng với Pokémon của mình và bị đem tới thủ lĩnh của Băng Ánh Lửa, Fuldari, muốn sử dụng cậu và Gekkouga cho kế hoạch của mình, khiến đây là lần đầu tiên một tổ chức xấu xa muốn sử dụng Satoshi cho kế hoạch của họ, không giống như Đội Hỏa Tiễn và các tổ chức tà ác khác trước đó, Đội Magma và Đội Thiên hà, đã bắt được cậu để cậu không cản đường họ hoặc sử dụng cậu làm con tin trừ Đội Thủy và Băng Ánh Lửa. Các Pokémon khác của Satoshi đã được Băng Ánh Lửa sử dụng làm con tin trong nỗ lực khiến Satoshi và Gekkouga phải hợp tác với họ. Băng Ánh Lửa đã sử dụng một phiên bản mini của thiết bị của họ, có khả năng điều khiển Zygarde, trong nỗ lực kiểm soát Satoshi cùng với Gekkouga cho sự kết hợp của họ trong khi Pikachu và phần còn lại của Pokémon ở Kalos của Satoshi bị sốc. Tuy nhiên, Satoshi, người có thể nghe thấy giọng nói của Pikachu và Gekkouga đã chống lại sự kiểm soát của Băng Ánh Lửa khi họ không thể phá vỡ tinh thần chiến đấu và sau đó sử dụng sự kết hợp ấy để thoát khỏi sự giam cầm của Băng Ánh Lửa. Sau khi Alan giải thoát Pokémon của Satoshi khỏi sự kìm hãm của họ, Satoshi và Pokémon của anh ấy đã sẵn sàng ngăn chặn Băng Ánh Lửa một lần và mãi mãi với Alan, người đã từng là thành viên của Băng Ánh Lửa, nhưng đã quyết định giúp họ ngăn chặn những lỗi lầm của anh ấy và do tình bạn với Satoshi cũng vậy, giúp đỡ. Khi Băng Ánh Lửa bị tiêu diệt, Satoshi đã thả Gekkouga để giúp bảo vệ Kalos khỏi các mối đe dọa khác. Satoshi và Gekkouga cũng muốn giữ bản thân và bạn bè của họ, đặc biệt là Pikachu và các thành viên còn lại của Kalos, tránh những điều tai hại khi biết rằng ai đó như Băng Ánh Lửa sẽ không chỉ cố gắng sử dụng khả năng của họ cho mục đích xấu mà còn sử dụng bất cứ ai ở gần họ làm con tin trong nỗ lực để có được thứ họ muốn. Satoshi sau đó tạm biệt bạn bè, trước khi quay trở lại Thị Trấn Masara một lần nữa.

##### Alola
Trong kỳ nghỉ với mẹ trên đảo Melemele ở Vùng Alola, Satoshi đã gặp Kapu-Kokeko, một trong những Pokémon bảo vệ Đảo địa phương, người đã cho cậu một chiếc Vòng Tuyệt Kỹ Z, một vật phẩm cho phép một Nhà huấn luyện mang đến siêu năng lực các cuộc tấn công từ Pokémon của họ. Khi Satoshi sử dụng Tuyệt Kỹ Z lần đầu tiên với Pikachu, nó đã tạo ra một luồng năng lượng khổng lồ làm quá tải và phá vỡ Z-Crystal cung cấp năng lượng cho nó, khiến Satoshi nhận ra rằng anh cần phải học cách điều khiển nó. Để làm chủ sức mạnh của Tuyệt Kỹ Z, Satoshi sau đó quyết định ở lại Alola và đăng ký vào trường Pokémon, sống cùng giáo sư Kukui và học cùng các bạn học mới: Lillie, Kaki, Mao, Suiren và Mamane khi chiến đấu với Đội Hỏa Tiễn và Băng Đầu Lâu. Trong thời gian ở Alola, Satoshi không chỉ gặp nhiều loại Pokémon mới, một số trong số đó đã trở thành một phần của đội Pokémon mới của anh, mà còn tham gia Thử thách Đảo, mỗi lần tham gia đều dẫn đến một Thử thách lớn chống lại mỗi Đảo Vương, và cậu đã Chiến thắng tất cả Thử thách trên đảo, điều đó khiến Satoshi đã nhận được các Tinh thể Z khác nhau. Với việc phát hiện ra Pokémon từ các chiều không gian khác, được gọi là Ultra Beasts, nổi lên qua các lỗ sâu đục, Satoshi và các bạn cùng lớp đã trở thành một phần của Đội Vệ Binh Ultra, có nhiệm vụ bắt giữ Ultra Beasts và đưa chúng trở lại nơi ở ban đầu của chúng. Satoshi sau đó đã tham gia vào Liên Minh Alola, cậu đã vào được đến trận chung kết và đã đánh bại Gurajio để lên ngôi vô địch một giải đấu liên minh đầu tiên trong sự nghiệp. Đồng thời, do vùng Alola chưa có nhà vô địch vùng, nên Satoshi đang đồng thời giữ danh hiệu Nhà vô địch của vùng Alola.

#### Galar
Satoshi cùng với giáo sư Okido và mẹ của cậu Hanako đi tới thành phố Kuchiba để tham dự lễ khai trưong viện nghiên cứu Sakuragi ở đó. Sau khi có một cuộc gặp gỡ với Lugia và làm quen với một nhà huấn luyện mới tên là Go, cậu đã chấp thuận lời đề nghị của viện trưởng và trở thành phụ tá đặc biệt cùng với người bạn mới quen của mình. Satoshi chọn ở lại thành phố Kuchiba và cùng với Go đi khắp thế giới để thu thập thông tin về Pokémon. Trong cuộc hành trình, Satoshi đã biết về Dymax và sau đó nhận được một chiếc vòng Dymax từ nhà vô địch thế giới hiện tại là Dande, người cũng đang là nhà vô địch vùng Galar. Sau khi phát hiện ra Pikachu của cậu có khả năng Gigamax và bị Dande đánh bại trong một trận đấu không chính thức, Satoshi quyết định tham gia vào Giải Vô địch Thế giới, để có thể nâng cao thứ hạng của cậu và có một trận đấu chính thức với nhà vô địch vào một ngày nào đó.
Satoshi đã cải thiện đáng kể khả năng của mình như một Nhà huấn luyện trong suốt bộ truyện. Tuy nhiên, sự nghiêm túc và quyết tâm của anh vẫn như cũ. Trong phần đầu tiên của bộ truyện, Satoshi đã huấn luyện để bắt được nhiều Pokémon hơn đối thủ thời thơ ấu của mình, Shigeru Okido, mặc dù Shigeru Okido luôn được chứng minh là người huấn luyện mạnh hơn. Cậu ta sớm bắt đầu tập trung hơn vào từng khả năng của Pokémon. Mặc dù cậu ta đã tham gia và cuối cùng bị Đội Hỏa Tiễn và một tổ chức tà ác từng bắt giữ các Pokémon trong suốt hành trình trước đây của cậu ta và vì nhiều lý do, Satoshi đã tránh bị bắt hoặc rời khỏi một vài tổ chức xấu xa như Băng Aqua, Băng Plasma và Băng Đầu Lâu.

#### Huy hiệu
Trong suốt hành trình của mình cho đến nay, Satoshi đã thu thập được 8 huy hiệu từ các nhà thi đấu ở mỗi khu vực chính của Kanto, Johto, Hoenn, Sinnoh, Isshu và Kalos.  Ngoài ra, nhân vật cũng đã nhận được 4 huy hiệu từ Quần đảo Orange và đánh bại Nhà vô địch Quần đảo Cam để giành Cúp chiến thắng. Cậu cũng đã thu thập tất cả bảy Biểu tượng Frontier từ Battle Frontier của Thế hệ III, và đã được cung cấp một vị trí như một Frontier Brain trong tương lai, mà cậu đã từ chối.  Ở vùng Alola, cậu đã hoàn thành tất cả các Thử Thách ở Đảo Grand Trials, Melemele, Akala, Ula'Ula và Poni.

#### Thành tích tại các Giải Đấu lớn
| Giải                       | Nơi diễn ra         | Vùng          | Kết quả                | CT     |
| -------------------------- | ------------------- | ------------- | ---------------------- | ------ |
| Giải Liên Minh Kanto       | Thành phố Sekiei    | Kanto         | Lọt vào Top 16         | [ 24 ] |
| Giải Liên Minh Johto       | Thành phố Shirogane | Johto         | Lọt vào Top 8          | [ 25 ] |
| Giải Liên Minh Hoenn       | Thành phố Saiyu     | Hoenn         | Lọt vào Top 8          | [ 26 ] |
| Giải Liên Minh Sinnoh      | Thành phố Suzuran   | Sinnoh        | Lọt vào Bán kết        | [ 27 ] |
| Giải Liên Minh Isshu/Unova | Thành phố Higaki    | Isshu/Unova   | Lọt vào Top 8          |        |
| Giải Liên Minh Kalos       | Thành phố Miare     | Kalos         | Á quân                 |        |
| Giải Liên Minh Alola       | Sân vận động Manalo | Alola         | Vô địch                | [ 4 ]  |
| Giải Vô địch Thế giới      | Toàn thế giới       | Toàn thế giới | Vô địch (Tám Bậc thầy) |        |

### Trong các phương tiện khác
Ngoài ra nhân vật còn xuất hiện trong trò chơi Pokémon Puzzle League, manga như The Electric Tale of Pikachu và Ash & Pikachu. Cũng như nhiều phương tiện khác như phim ảnh,...

## Tiếp nhận
Cuốn sách Nhật Bản hóa văn hóa phổ biến của trẻ em (The Japanification of Children's Popular Culture) đã trích dẫn Satoshi như một ví dụ về nhận dạng văn hóa, với nhân vật trải qua những chuyển động tương tự mà người chơi trong các trò chơi phải thực hiện để vượt qua chúng. Cuốn sách cũng nhấn mạnh sự tăng trưởng và phát triển của nhân vật khi bộ anime tiến triển. UGO.com liệt kê Satoshi thứ mười lăm trong danh sách "Mũ bảo hiểm và Mũ đội đầu thú vị nhất trong Trò chơi điện tử" ("The Coolest Helmets and Headgear in Video Games"), nói rằng "Yêu anh ta hoặc ghét nhân vật, bạn sẽ biết Satoshi (Ash Ketchum) cho chiếc mũ đỏ và trắng của nhân vật". Sách kỷ lục Guinness thế giới năm 2011 Phiên bản trò chơi liệt kê Satoshi đứng thứ 37 trên 50 trong cuộc thăm dò ý kiến độc giả về các nhân vật trò chơi video yêu thích của họ. Jian DeLeon của Tạp chí Complex đã gọi nhân vật là người thứ mười bảy trong danh sách "25 nhân vật hoạt hình sành điệu nhất" và tuyên bố: "Bộ trang phục Satoshi đầu tiên là thứ đẹp nhất - và đáng nhớ nhất". Tuy nhiên, Nhân vật đã bị IGN chỉ trích vì duy trì dòng thời gian trôi nổi (tức là không trưởng thành), không bao giờ thành công (cho đến mùa 6 mới nhất hiện tại) và vì sự mơ hồ về cha mình, lưu ý rằng sự nhất quán có thể được nhìn thấy không có gì làm nản lòng hay an ủi người hâm mộ.
Satoshi cũng đã giành được lời khen ngợi khi phục vụ như một hình mẫu cho trẻ em, và vì sự kiên trì kiên định của anh ấy, mặc dù thường là kẻ yếu, không bao giờ bỏ cuộc. Cậu cũng được coi là một nhân vật khuyến khích cố gắng trở thành người tốt nhất mà bạn có thể, chứ không phải là người mạnh nhất, hoặc có trình độ nhất, và là một nhân vật cho thấy giấc mơ có thể đạt được, đặc biệt là sau khi cậu đạt được chiến thắng ở Liên Minh Alola.

### Tranh cãi
Vào ngày 18 tháng 8 năm 2016, phần phim Pokémon XYZ- Tập 932: Kalos League Victory! Satoshi's Greatest Decisive Battle (カロスリーグ優勝！サトシ頂上決戦 'Karosurīgu yūshō! Satoshi chōjō kessen') (Tên tiếng Việt: Vô địch giải Liên Minh Kalos! Trận chiến tuyệt vời nhất của Satoshi!!) phải đối mặt với những lời chỉ trích từ người hâm mộ khi Satoshi không thể giành được chức vô địch ở giải Liên Minh Kalos (Kalos League) trong trận đấu chung kết với Alain. Người hâm mộ đặc biệt chỉ trích tập phim do đoạn giới thiệu tập phim (trailer) gây hiểu lầm cho rằng Satoshi sẽ thắng trận chiến và vì Satoshi đã mất tất cả các giải đấu Pokémon trong các mùa giải trước. Người hâm mộ cũng không thích kết quả này vì họ tin rằng Gekkoga của Satoshi có nhiều lợi thế hơn so với Lizardon của Alan, bao gồm cả việc Pokémon loại nước có khả năng đánh bại các Pokémon loại lửa một cách nghiêm trọng, và sự kết hợp của Satoshi với Gekkoga (hay gọi là Satoshi-Gekkoga hay Ash-Greninja) hiếm hoi được cho là mạnh hơn nhiều so với Tiến hóa Mega thông thường. Một số họa sĩ hoạt hình của bộ truyện cũng bày tỏ sự thất vọng rằng Satoshi đã thua. Video tải lên YouTube của TV Tokyo về đoạn giới thiệu của tập tiếp theo đã nhận được vô số sự không thích do kết quả. Trên IMDb, tập phim trở thành một trong những tập được đánh giá thấp nhất trong toàn bộ anime. Trên trang Change.org đã có kiến nghị yêu cầu một kết thúc thay thế được tạo ra trong đó Satoshi chiến thắng nhận được hơn 3.900 chữ ký.

## Các Pokémon của Satoshi
| Vùng            | Phần phim            | Pokémon đã thu phục (tên gọi bao gồm tên tiếng Nhật và tên tiếng Anh) | Ghi chú |
| --------------- | -------------------- | --- | ------- |
| Kanto           | Pokémon Mùa đầu tiên | - Pikachu (xuất hiện khắp các series) - Caterpie > Metapod (Transell) > Butterfree - Pigeon > Pidgeot - Bulbasaur (Fushigidane) - Squirtle (Zenigame) - Charmander (Hitokage) > Charmeleon (Lizardo) > Charizard (Lizardon) - Krabby (Crab) > Kingler (Kingcarb) - Primeape (Okorizaru) - Muk (Betobeton) - Tauros (Kentauros) - Mr. Mime (Barrierd)                        |         |
| Quần đảo Orange | Pokémon Mùa đầu tiên | - Lapras - Snorlax (Kabigon) |         |
| Johto           | Pokémon Mùa đầu tiên | - Heracross - Chikorita > Bayleef - Cyndaquil (Hinoarashi) > Quilava (Magmarashi) - Totodile (Waninoko) - Noctowl (Yorunozuku - Phanpy (Gomazou) > Donphan (Donfan) |         |
| Hoenn           | Advanced Generation  | - Taillow (Subame) > Swellow (Ohsubame) - Treecko (Kimori) > Grovyle (Juptile) > Sceptile (Jukain) - Corphish (Heigani) - Torkoal (Cotoise) - Snorunt (Yukiwarashi) > Glalie (Onigohri) - Aipom (Eipom) |         |
| Sinnoh          | Diamond & Pearl      | - Starly (Mukkuru) > Staravia (Mukubird) > Staraptor (Mukuhawk ) - Turtwig (Naetle) > Grotle (Hayashigame) > Torterra (Dodaitose) - Chimchar (Hikozaru) > Monferno (Moukazaru) > Infernape (Goukazaru) - Buizel (Buoysel) - Gligar (Gliger) > Gliscor (Glion) - Gible (Fukamaru)                                                                                            |         |
| Isshu/Unova     | Black and White      | - Pidove (Mopepato) > Tranquill (Hatooboo) > Unfezant (Kenhallow) - Oshawott (Mijumaru) - Tepig (Pokabu) > Pignite (Chaoboo) - Snivy (Tsutarja) - Scraggy (Zuruggu) - Sewaddle (Kurumiru) > Swadloon (Kurumayu) > Leavanny (Hahakomori) - Palpitoad (Gamagaru) - Roggenrola (Dangoro) > Boldore (Gantle) - Sandile (Meguroko) > Krokorok (Waruvile) > Krookodile (Waruvial) |         |
| Kalos           | XY                   | - Froakie (Keromatsu) > Frogadier (Gekkougashira) > Greninja (Gekkouga) > Satoshi-Gekkouga - Fletchling (Yayakoma) > Fletchinder (Hinokoma) > Talonflame (Phaiaro) - Hawlucha (Ruchaburu) - Noibat (Onbatto) > Noivern (Onban) - Goomy (Numera) > Sliggoo (Numeru) > Goodra (Numerugon)                                                                                     |         |
| Alola           | Sun & Moon           | - Rowlet (Mokuroh) - Rockruff (Iwanko) > Lycanroc (Rugarugan) - Litten (Nyabby) > Torracat (Nyaheat) > Incineroar (Gaogaen) - Cosmog (Kosumoggu) > Cosmoem (Kosumomu) > Solgaleo - Poipole (Bebenomu) > Naganadel (Agoyon) - Meltan > Melmetal |         |
| Galar           | Hành trình Pokémon   | - Dragonite (Kairyu) - Gengar <> Kyodaimax Gengar - Riolu > Lucario <> Mega Lucario - Farfetch'd (Kamonegi) > Sirfetch'd (Negigaknight) - Dracovish (Unoragon) |         |